# 9985 Akiko
9985 Akiko è un asteroide della fascia principale. Scoperto nel 1996, presenta un'orbita caratterizzata da un semiasse maggiore pari a 2,3034189 UA e da un'eccentricità di 0,1415773, inclinata di 5,42789° rispetto all'eclittica.
L'asteroide è dedicato ad Akiko Yamamoto, membro dell'Osservatorio di Yatsuka e compagna d'osservazione di uno dei due scopritori, Hiroshi Abe.